# Santissimo Sacramento e Caterina da Siena
Santissimo Sacramento e Caterina da Siena era um oratório localizado na altura do número 10-11 da Via della Lupa, no rione Campo Marzio de Roma. Era dedicado ao Santíssimo Sacramento e a Santa Catarina de Siena.

## História
O Mapa de Nolli (1748) indica que este oratório era utilizado por uma confraternidade leiga de mesmo nome e ligada à vizinha igreja de San Nicola dei Prefetti. Na época, esta igreja era administrada pelos dominicanos de Santa Sabina, o que explica a dedicação a uma santa dominicana. Ela foi demolida e substituída por um edifício residencial no final do século XVIII.
Segundo o mapa, este pequeno oratório era retangular e dividido quase que igualmente em uma nave e um presbitério por um arco triunfal.